# روبوت عسكري

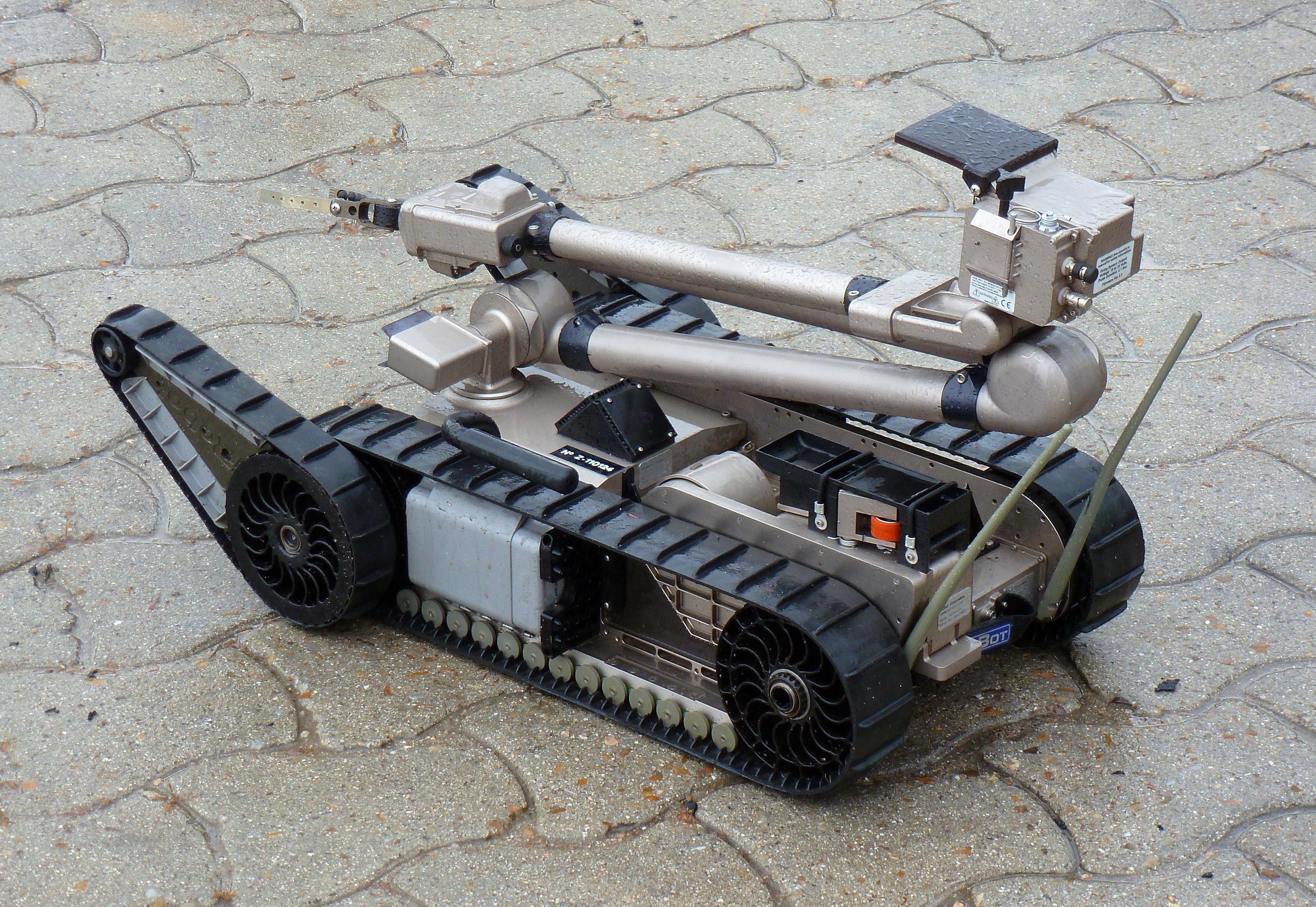
IRobot PackBot 510 E.T..jpg

روبوتات الخدمة العسكرية: هي وحدات مستقلة مسلحة بمجمعات ضاربة من الرجال الآلين والطائرات دون طيار وأجهزة آلية أخرى يعتبر مرحلة جديدة في استخدام أسلحة حديثة لتسليح الجيش والأسطول تكون قادرة على توجيه ضربات نوعية ويطلب إدخال الروبوتات القتالية في خدمة القوات المسلحة وضع نظام تكتيكي لاستخدامها في الظروف القتالية وكذلك إدخال تعديلات في أنظمة وتعليمات قتالية موجودة حاليًا ويتجلى دور الروبوتات القتالية بتنفيذ مهماتها المتمثلة بتصفية المجموعات المسلحة غير الشرعية المفترضة في ظروف قتال الشوارع وتوجيه ضربات للأهداف الثابتة والمتحركة هدف هذه الخدمة التي تم دمجها في مجموعة من الجيوش العالمية كوحدات مستقاة هو تقليل الخسائر البشرية.

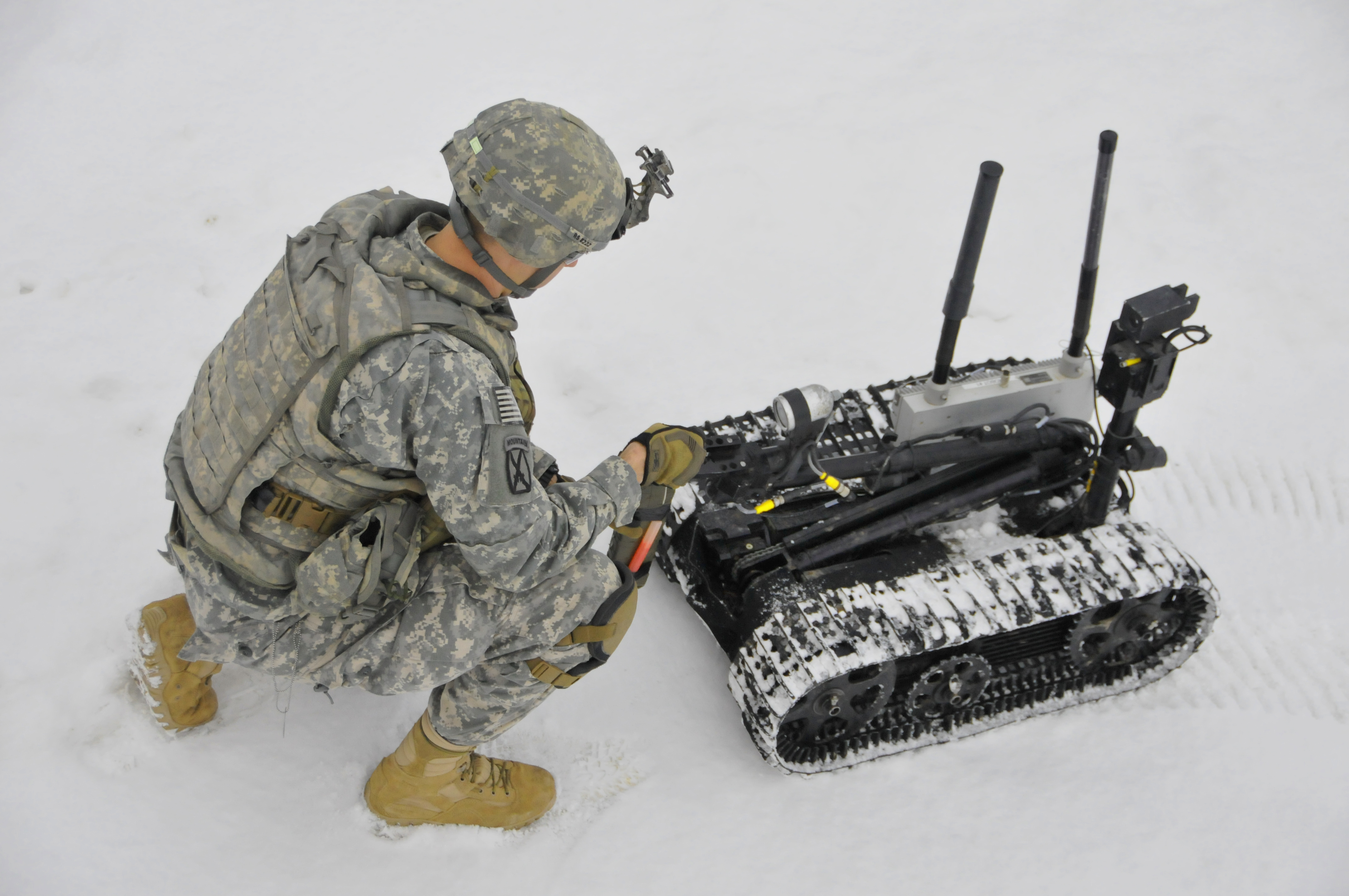
Counter-IED training 130220-A-ZR192-489.jpg
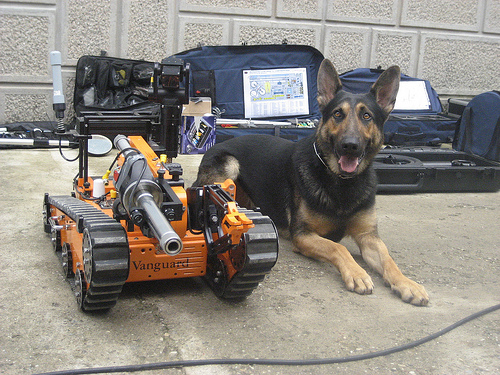
K-9 explosive dog.jpg

## قائمة الدول المستخدمة للروبوتات العسكرية
باعتبار روبوتات الخدمة العسكرية نوع جديدا ومتطورا من ألأسلحة الجد مكلفة لذلك فعدد الدول المطورة لهذه التقنية قليلة:
| الدول            | اسم الروبوت                                   |
| ---------------- | --------------------------------------------- |
| روسيا            | أوران-14، أوران-6، أوران – 9، بلاتفورما ـ أم، |
| الولايات المتحدة | أطلس، بيغ دوغ، “نيمو الصامت”                  |
| الصين            | - روبوت مكافحة ألإرهاب، كلب الكبير            |
| اسرائيل          | - طائرة هيرون ألآلية                          |
| تركيا            | -كابلان                                       |

## روبوت مكافحة ألإرهاب الخاص بالصين
كشفت الصين عن 3 روبوتات عسكرية متخصصة في مكافحة الإرهاب، وذلك ضمن المؤتمر العالمي للروبوت الذي أقيم في العاصمة بكين الروبوتات ذات الحجم الصغير قادرة على القيام بأعمال الاستطلاع وإبطال العبوات الناسفة ومهاجمة الإرهابيين، قامت الصين بالكشف عن هذه الروبوتات يأتي في ظل تصاعد التهديدات الإرهابية على مستوى العالم هذه الروبوتات الـ 3 تعمل بالتنسيق مع بعضها لتنفيذ المهام المطلوبة منها بنجاح، إذ يقوم الروبوت الأول بعملية الرصد الميداني، وعندما يكتشف أمراً مريباً مثل المتفجرات، يرسل البيانات إلى مركز القيادة ليتم إرسال الروبوت الثاني الذي يبدأ بإبطال مفعولها، بينما يقوم الروبوت الثالث بمهمة تأمين المكان والاشتباك مع أي شخص يشكل تهديداً أمنيا وقالت الشركة المطورة للروبوتات إن الروبوت المسلّح مصمم من أجل شن هجوم بأسلحة صغيرة وبنادق وقاذفات قنابل يدوية، بينما لا يتجاوز وزن روبوت الاستطلاع 12 كيلوغراماً بحيث يمكن لجندي أن يحمله على ظهره، لافتةً إلى أن سعر الروبوتات الـ 3 يصل إلى 230 ألف دولار

## روبوتات عسكرية أمريكية

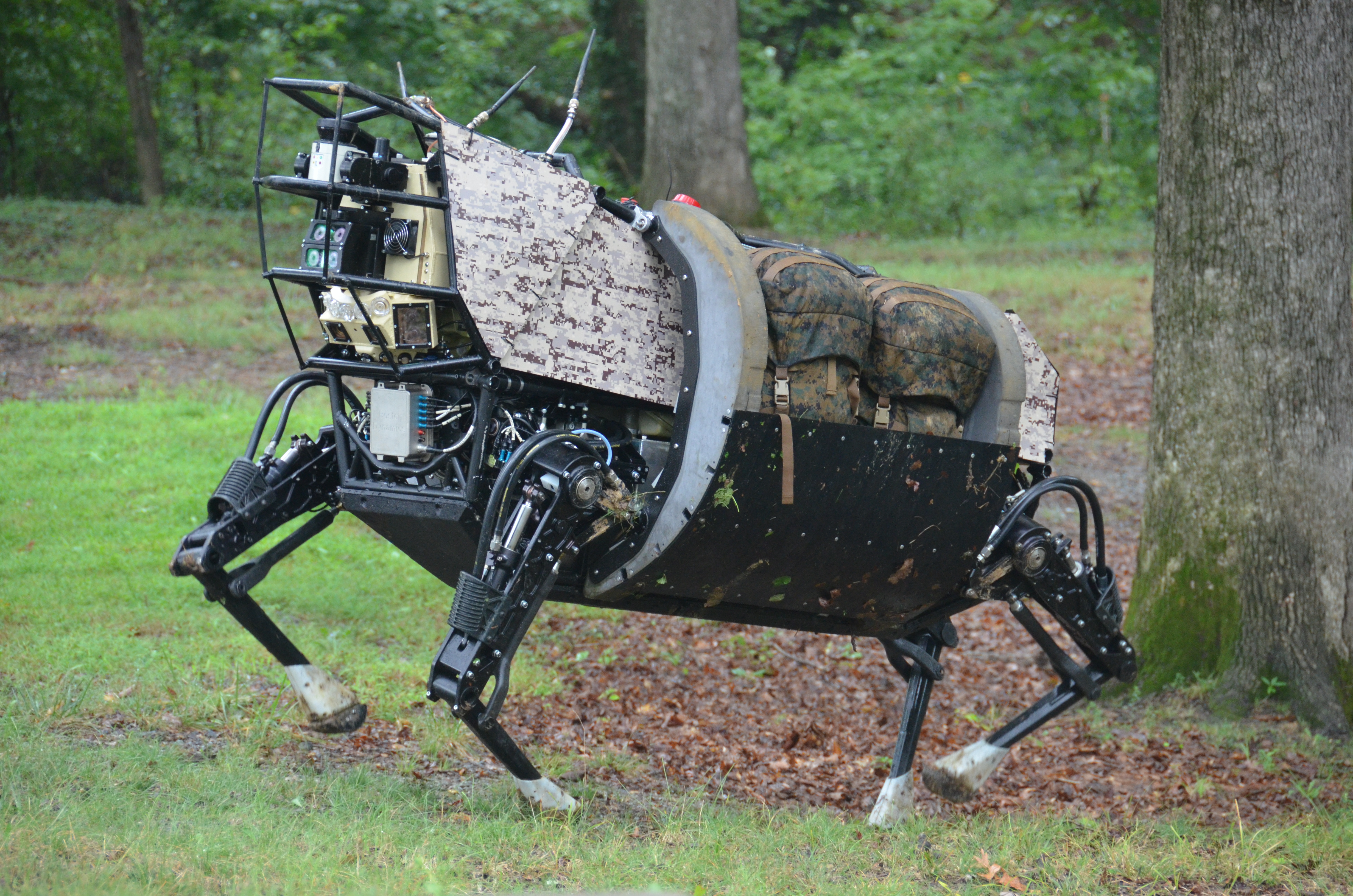
بيغ دوغ

مشروع خدمة العسكرية للروبوتات ألأمريكية اختصت فيه وكالة دارباداربا أحد أبرز مشروعاتها هو
- ويلدكات هو مشروع مِنْ قِبَلِ بوسطن دايناميكس بتمويلٍ مِنْ داربا ذراع الأبحاث المتطوِّرَة والتَّابعة للبنتاجون وقد حصل الجيش في السَّابِق على اثنين من الروبوتات الآليّة أولْهُما هو أطْلَس ATLAS وبيتمان Petman وقريباً سيكون لديهما ميكانيكية خاصَّة مُضادَّة للرَّصاص ويُعَدُّ ويلدكات هو أحدث إضافة إلى عائلة الروبوتات الآلية الخاصة بالجيش الأمريكي وتأمل داربا أن يستطيع ويلدكات الرَّكْض بسرعة 50 ميلاً في الساعة على جميع أنواع التضاريس كما طورت الوكالة نموذجا للروبوتات العسكرية (LS3) بالتعاون مع بوسطن ديناميكس وتأتي هذه الروبوتات بـ4 أقدام ويمكنه الذهاب لـ70-80 من المناطق التي يمكن الحركة فيها كما يمكنه حمل أوزان ثقيلة من المعدات أثناء المعارك.
- نيمو الصامت:

هو جهازا إلكتروني بشكل سمكة ويسبح كواحدة، لكنه روبوت، جاسوس عسكري. البحرية الأمريكية تسميه مشروع “نيمو الصامت” المعروف أيضا باسم “السباح الشبح”، ويتم تطويره حاليا في ولاية فرجينيا.

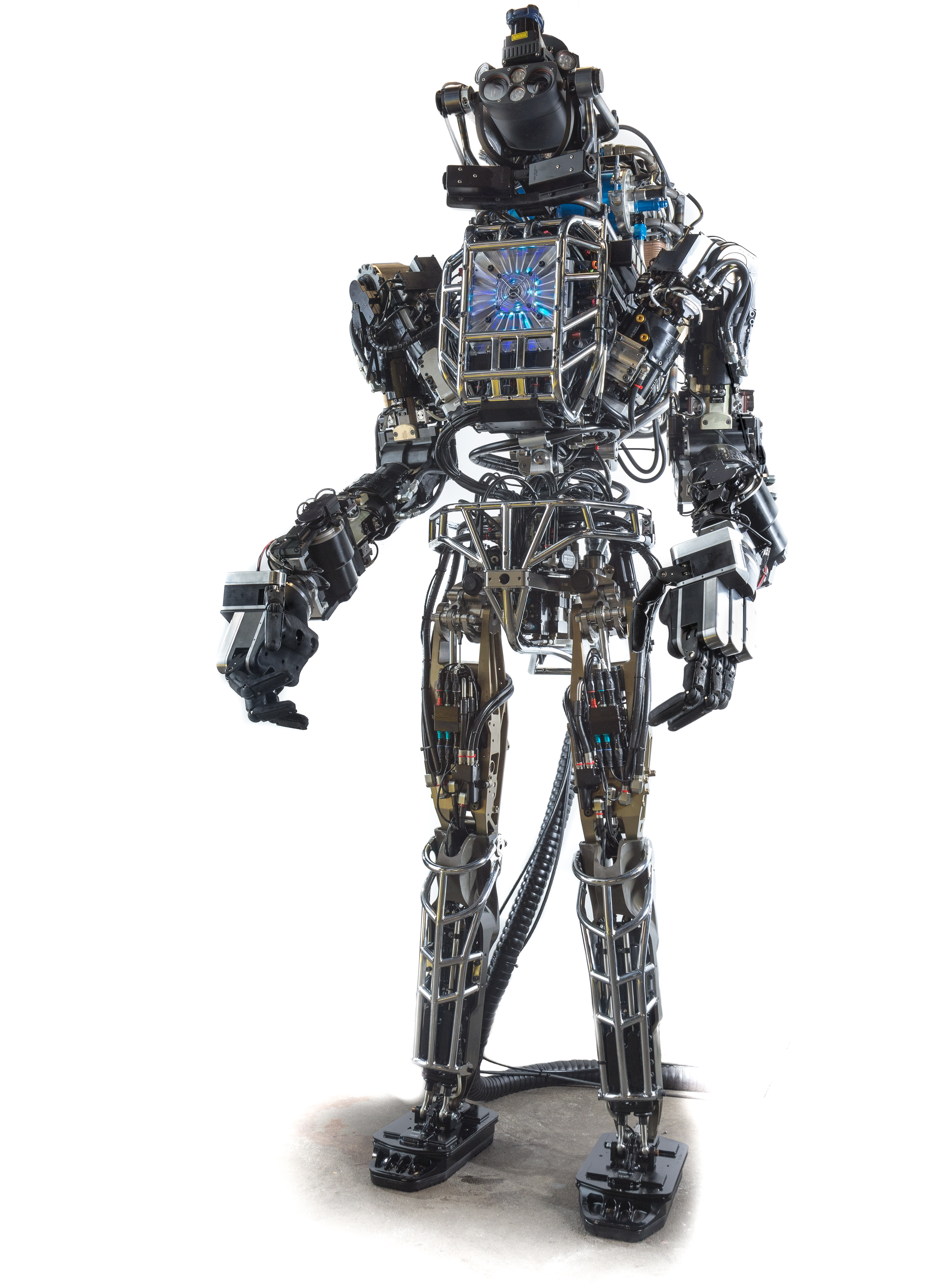
روبوت أطلس
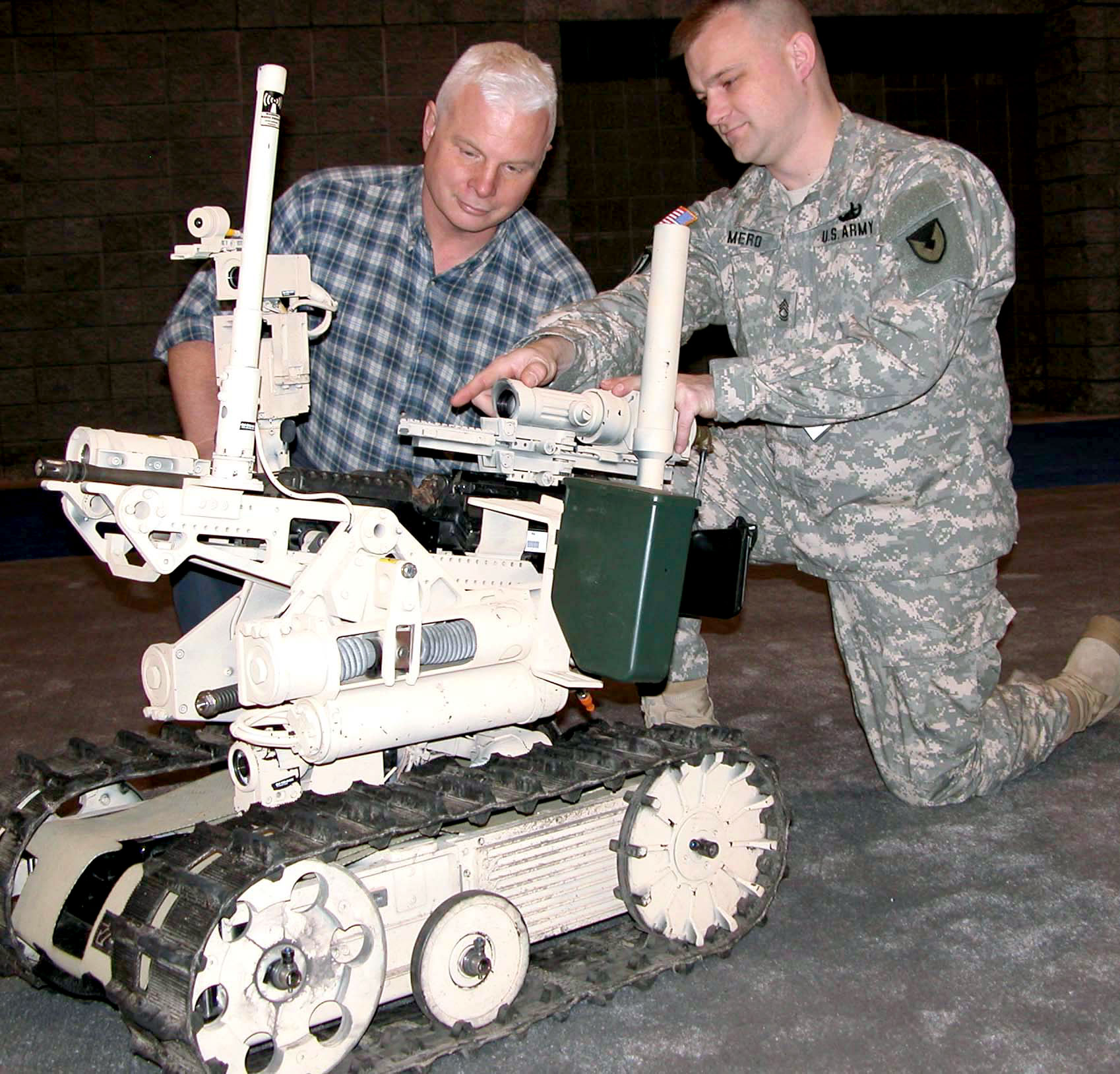

- بيغ دوغ

## الروبوت الإسرائيلي
إحدى الروبوتات التي تطورها إسرائيل طائرة هيرون الآلية تحت الإنشاء كما تعكف إسرائيل على تطوير أسطول من الآليات المقاتلة التي تعمل تلقائيا في الجو والبحر والبر، مما يلقي الضوء على طبيعة الحرب المحتملة في المستقبل وصناعة التكنولوجيا المتطورة جعلت من إسرائيل واحدة من دول العالم البارزة في اختراع الروبوتات العسكرية.

## إيران
بعد مجموعة من المحاولات نجح فريق من الباحثين الإيرانيين من جامعة محافظة يزد وسط إيران في تصميم وتصنيع 3 روبوتات للحرب والإغاثة وبحث الألغام في المناطق الحدودية والتي تشهد الحروب هذا الروبوت الذي يقدم المساعدات والإغاثة للجنود المجروحين مزود بأجهزة الإستشعار وكاميرا للإتصال بالمجروحين من مركز القيادة هذا الروبوت العسكري مصمم على شكل ذبابة

## روبوتات عسكرية روسية

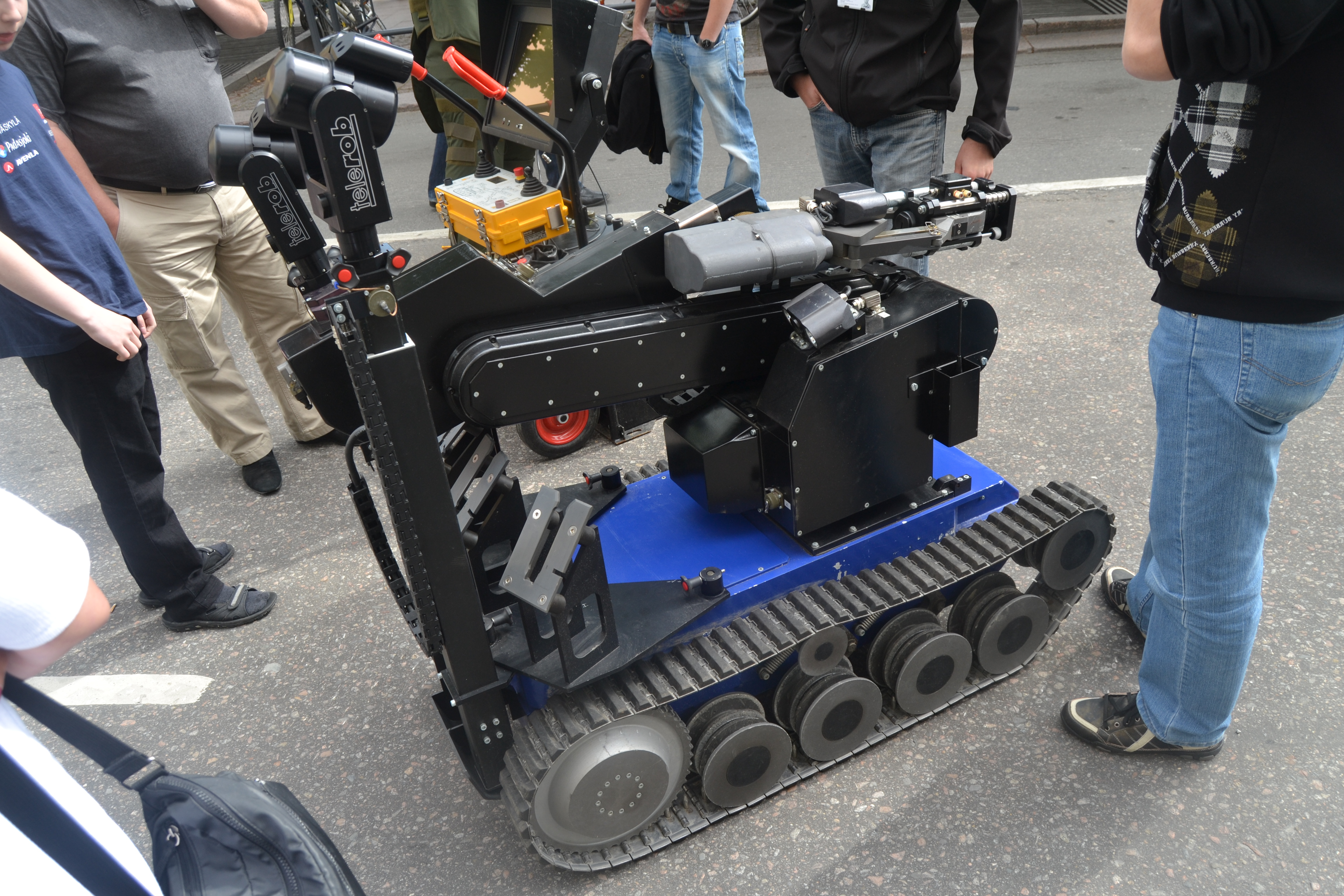

- روسيا كانت من بين الدول الأولى التي حاولة ادخال مجموعات الروبوتات إلى الجيش تملك هذه المجموعات سيارات كما يمكن أن تصل إلى مواقع العمل على متن الطائرات.

وأطلق على روبوت إزالة الألغام اسم أوران-6 بينما يعرف روبوت المطافئ باسم أوران-14
- أوران-14وأوران-6

ويهدف النظام الآلي للروبوت العسكري أوران-6 لاختراق حقول الألغام المضادة للدبابات والمشاة فضلا عن إزالة الذخائر المتفجرة يبلغ وزن الروبوت - 6 طن، وتصل سرعته إلى 15 كم في الساعة روبوت أوران 6 مجهز بمجموعة من الشفرات وشباك الجر من مختلف الأنواع أما روبوت «أوران-14» فقد صمم لإطفاء الحرائق التي تنجم عن حدوث انفجارات
- بلاتفورما ـ أم

منظومة مؤتمتة موجَّهة عن بُعد، تتحرك على شاسيه مجنزر. تحمل أربعة قواذف أر بي جي ومدفع رشاش متعدد تم اختراعه من قبل خبراء معهد بروغريس للبحث العلمي والتكنولوجيا في مدينة إيجيفسك تُستخدم للقيام بعمليات استطلاع، وكشف وتدمير الأهداف الثابتة والمتحركة، والدعم الناري لوحدات المناوبة، ولحراسة المنشآت الهامة، وتمتلك هذه المنظومة إمكانية توجيه السلاح ومتابعة وإصابة الأهداف بطريقة آلية أو نصف آلية، ومجهزة بمحطات استطلاع بصرية ـ إلكترونية ورادارية «وجمع المعلومات الاستخبارية ويمكن مع إمكانية خوض العمليات القتالية في فترات الليل من دون كشف عوامل التمويه». وأن من مهامه أيضا مهاجمة مسلحي تشكيلات مسلحة وضرب الأهداف الثابتة والمتحركة بالإضافة إلى استطلاع ميدان المعركة
وامكانية شق الطريق للقوات الصديقة في حقول الألغام وظهرت النسخة الاولي منه لأول مرة في معرض الجيش الروسي 2010 ومنه نسخة تعمل في قوات خفر السواحل في شرق روسيا حيث شهد الشرق الروسي أول تدريب مشترك بين الجنود وإنسان آلي (روبوت) مقاتل يدعى «بلاتفورما ام 1»
- أوران – 9 (عملية تصدير الروبوتات)

هو الروبوت الروسي الوحيد أعلنت شركة روس أوبورون أكسبورت الروسية عن نيتها بيعه فهو متعدد المهام في السوق الخارجية جاء ذلك في بيان صحفي صادر عن إدارة الشركة هذا الروبوت العسكري المجنزر الجديد المتحكم به عن بعد مسلح بمدفع أوتوماتيكي ورشاش وصواريخ موجهة ويمكن أن تغير أسلحة الروبوت بناء على طلب الجهة التي تشتريه لكن نسخته الأساسية تحتوي على المدفع الأوتوماتيكي عيار 30 ملم من طراز «3 آ 72» ورشاش عيار 7.62 ملم المزدوج معه، و4 صواريخ موجهة من طراز «آتاكا» قد تتزود برؤوس مختلفة موجهة ذاتياوتم تزويد الروبوت بنظام الإنذار بالإشعاع الليزري والأجهزة الخاصة بالتعرف على الأهداف واكتشافها ومرافقته

## صور

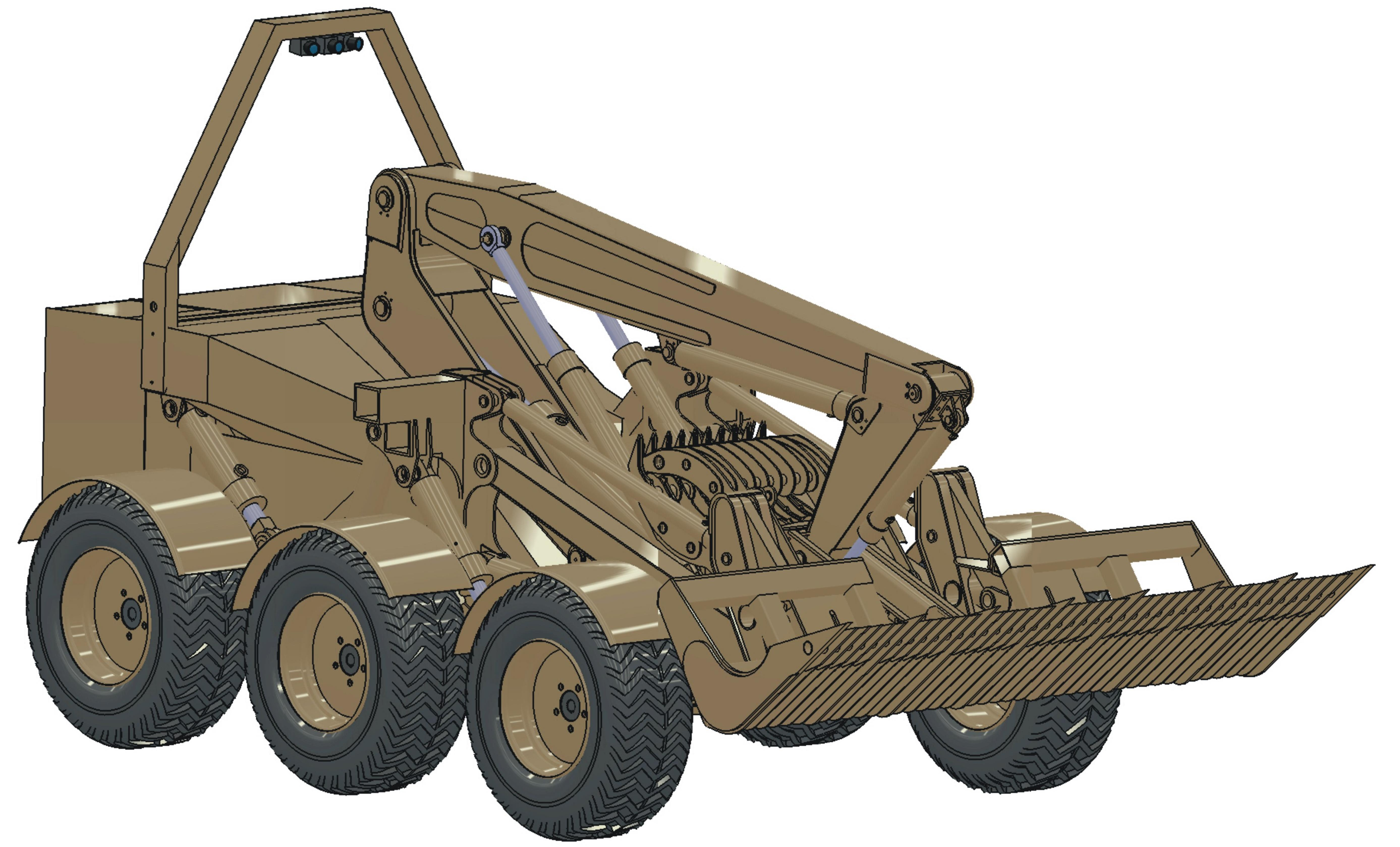
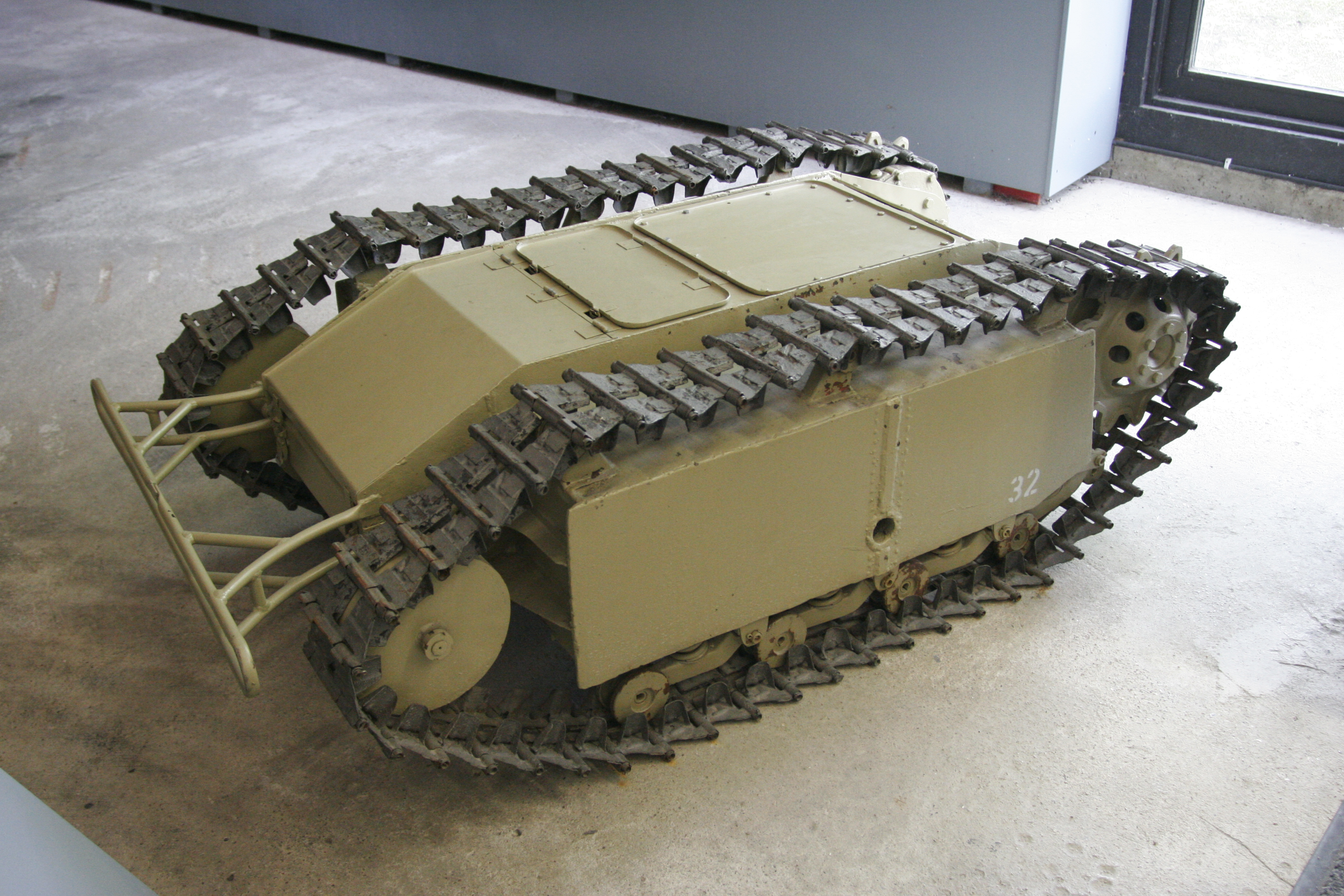
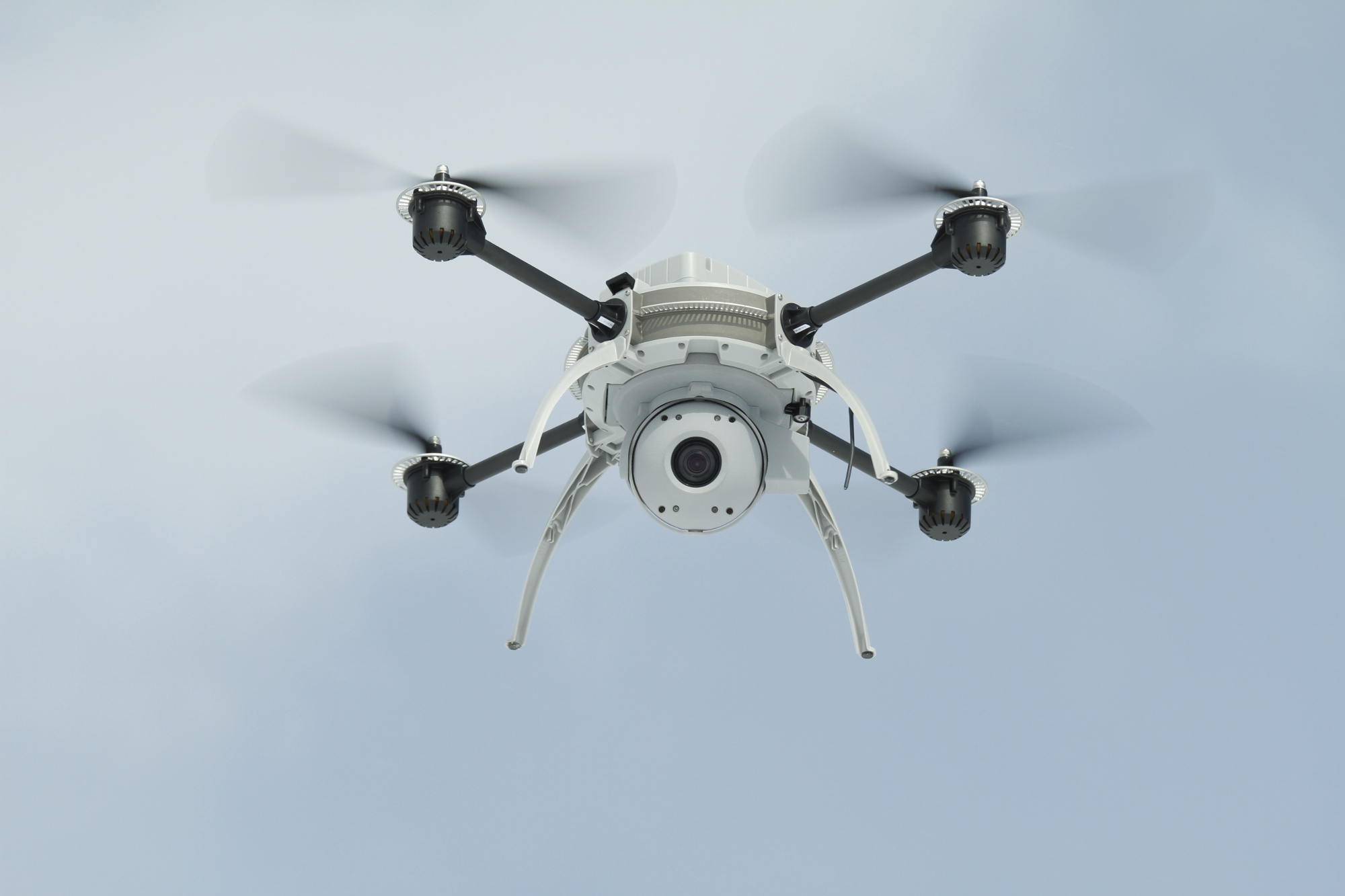